# Велика Британія на зимових Олімпійських іграх 1928
Велика Британія брала участь у Зимових Олімпійських іграх 1928 року у Санкт-Моріці (Швейцарія). Збірну країни представляли 32 спортсмени (29 чоловіків та 3 жінок) у 5 видах спорту. Країна вдруге взяла участь у зимовій Олімпіаді. Британські спортсмени здобули одну бронзову медаль.

## Медалісти
| Медаль | Ім'я          | Вид спорту | Дисципліна        |
| ------ | ------------- | ---------- | ----------------- |
| Бронза | Девід Карнегі | Скелетон   | чоловічі змагання |

## Спортсмени
Кількість спортсменів, що взяли участь в Іграх, за видами спорту.
| Вид спорту          | Чоловіки | Жінки | Загалом |
| ------------------- | -------- | ----- | ------- |
| Бобслей             | 10       | 0     | 10      |
| Ковзанярський спорт | 3        | 0     | 3       |
| Скелетон            | 1        | 0     | 1       |
| Фігурне катання     | 3        | 3     | 6       |
| Хокей               | 12       | 0     | 12      |
| Загалом             | 29       | 3     | 32      |

## Бобслей
| След  | Спортсмени                                                         | Дисципліна          | Заїзд 1 | Заїзд 1 | Заїзд 2 | Заїзд 2 | Всього | Всього |
| След  | Спортсмени                                                         | Дисципліна          | Час     | Місце   | Час     | Місце   | Час    | Місце  |
| ----- | ------------------------------------------------------------------ | ------------------- | ------- | ------- | ------- | ------- | ------ | ------ |
| GBR-1 | Генрі Мартіно Волтер Берч Джон Далрімпл Джон Гі Едвард Голл        | п'ятірки (чоловіки) | 1:40.6  | 4       | 1:45.7  | 15      | 3:26.3 | 10     |
| GBR-2 | Джордж Пім Гай Трейсі Девід Гріффіт Фредерік Браунінг Томас Ворнер | п'ятірки (чоловіки) | 1:41.7  | 5       | 1:44.5  | 10      | 3:26.2 | 9      |

## Ковзанярський спорт
| Дисципліна        | Спортсмен      | Час     | Місце |
| ----------------- | -------------- | ------- | ----- |
| 500 м (чоловіки)  | Сиріл Горн     | 54.9    | 32    |
| 500 м (чоловіки)  | Леонард Стюарт | 54.8    | 31    |
| 500 м (чоловіки)  | Фредерік Дікс  | 53.4    | 30    |
| 1500 м (чоловіки) | Фредерік Дікс  | 2:49.6  | 28    |
| 1500 м (чоловіки) | Леонард Стюарт | 2:48.9  | 27    |
| 1500 м (чоловіки) | Сиріл Горн     | 2:40.0  | 24    |
| 5000 м (чоловіки) | Фредерік Дікс  | 10:55.6 | 32    |
| 5000 м (чоловіки) | Леонард Стюарт | 10:40.0 | 31    |
| 5000 м (чоловіки) | Сиріл Горн     | 9:45.0  | 23    |

## Скелетон
| Спортсмен     | Спуск 1 | Спуск 1 | Спуск 2 | Спуск 2 | Спуск 3 | Спуск 3 | Разом  | Разом |
| Спортсмен     | Час     | Місце   | Час     | Місце   | Час     | Місце   | Час    | Місце |
| ------------- | ------- | ------- | ------- | ------- | ------- | ------- | ------ | ----- |
| Девід Карнегі | 1:02.7  | 4       | 1:01.0  | 3       | 1:01.4  | 2       | 3:05.1 | 3     |

## Фігурне катання
| Спортсмени                   | Змагання                    | CF | FS | Бали  | Places  | Місце |
| ---------------------------- | --------------------------- | -- | -- | ----- | ------- | ----- |
| Аєн Боугілл                  | одиночне катання (чоловіки) | 15 | 14 | 101   | 1202.25 | 14    |
| Джон Пейдж                   | одиночне катання (чоловіки) | 8  | 11 | 62    | 1424.00 | 9     |
| Кетлін Шоу                   | одиночне катання (жінки)    | 11 | 19 | 95    | 1900.00 | 14    |
| Кетлін Ловетт Проктор Берман | парне катання               |    |    | 110.5 | 57.75   | 13    |
| Етель Макелт Джон Пейдж      | парне катання               |    |    | 61.5  | 79.00   | 7     |

## Хокей
Група A
Одна найкраща команда (виділена) пройшла до медального раунду.
| Team            | GP | W | L | GF | GA |
| --------------- | -- | - | - | -- | -- |
| Велика Британія | 3  | 2 | 1 | 10 | 6  |
| Франція         | 3  | 2 | 1 | 6  | 5  |
| Бельгія         | 3  | 2 | 1 | 9  | 10 |
| Угорщина        | 3  | 0 | 3 | 2  | 6  |

| 11 лютого | Велика Британія | 7–3 (3–1,2–0,2–2) | Бельгія         |
| 12 лютого | Франція         | 3–2 (0–1,3–1,0–0) | Велика Британія |
| 15 лютого | Велика Британія | 1–0 (1–0,0–0,0–0) | Угорщина        |

Медальний раунд
Найкращі команди з кожної з трьох груп, а також команда Канади, яка отримала право на участь у медальному раунді, зіграли по коловій системі з трьох ігор, щоб визначити медалістів.
| Team                  | GP | W | L | GF | GA |
| --------------------- | -- | - | - | -- | -- |
| Канада                | 3  | 3 | 0 | 38 | 0  |
| Швеція                | 3  | 2 | 1 | 7  | 12 |
| Швейцарія             | 3  | 1 | 2 | 4  | 17 |
| Велика Британія (4th) | 3  | 0 | 3 | 1  | 21 |

| 17 лютого | Швейцарія | 4:0 (0:0,2:0,2:0)  | Велика Британія |
| 18 лютого | Канада    | 14:0 (6:0,4:0,4:0) | Велика Британія |
| 19 лютого | Швеція    | 3:1 (2:1,0:0,1:0)  | Велика Британія |

| 4th | Велика Британія (GBR) |
|     | Вілберт Браун Колін Каррузерс Ерік Каррузерс Росс Катберт Бернард Фосетт Гарольд Грінвуд Фредерік Мелланд Джон Роджерс Блейн Секстон Вільям Спічлі Віктор Тейт Чарльз Вайлд |